# Centreville (Illinois)
Centreville ist eine Stadt im St. Clair County im Westen des US-amerikanischen Bundesstaates Illinois. Das U.S. Census Bureau hat bei der Volkszählung 2020 eine Einwohnerzahl von 4.232 ermittelt.
Die Stadt liegt im Metro-East genannten östlichen Teil der Metropolregion Greater St. Louis um die Stadt St. Louis im benachbarten Missouri.  

## Geografie
Centreville liegt im südöstlichen Vorortbereich von St. Louis auf 38°35′00″ nördlicher Breite und 90°07′30″ westlicher Länge. Die Stadt erstreckt sich über 11 km². Der Mississippi, der die Grenze zum Bundesstaat Missouri bildet, liegt rund sieben Kilometer westlich. 
Die Stadt Centreville liegt in der Centreville Township.
Benachbarte Orte von Centreville sind Alorton und East St. Louis (am nordöstlichen Stadtrand), Washington Park (8,8 km nördlich), Caseyville (13,4 km nordöstlich), Fairview Heights (16,3 km östlich), Belleville (am südöstlichen Stadtrand), Cahokia (9,4 km südwestlich) sowie Sauget (7,6 km westlich). Das Zentrum von St. Louis liegt 9,7 km nordwestlich.

## Verkehr
Durch die Stadt verläuft die Interstate 255, die östliche Umgehungsstraße von St. Louis. Auf der gleichen Strecke verläuft hier der U.S. Highway 50. Ferner treffen im Stadtgebiet von Centreville die Illinois State Routes 15, 157 und 163 zusammen. Alle weiteren Straßen sind untergeordnete teils unbefestigte Fahrwege sowie innerstädtische Straßen.
Entlang des südwestlichen Stadtrandes von Centreville verläuft eine Eisenbahnlinie der Canadian National Railway, die von St. Louis nach Südosten führt.
Der St. Louis Downtown Airport liegt 7,6 km westlich, der größere Lambert-Saint Louis International Airport liegt 31,5 km nordwestlich von Centreville.

## Demografische Daten
Nach der Volkszählung im Jahr 2010 lebten in Centreville 5309 Menschen in 2015 Haushalten. Die Bevölkerungsdichte betrug 482,6 Einwohner pro Quadratkilometer. In den 2015 Haushalten lebten statistisch je 2,63 Personen. 
Ethnisch betrachtet setzte sich die Bevölkerung zusammen aus 1,8 Prozent Weißen, 96,6 Prozent Afroamerikanern, 0,3 Prozent amerikanischen Ureinwohnern, 0,2 Prozent Asiaten sowie 0,1 Prozent aus anderen ethnischen Gruppen; 1,0 Prozent stammten von zwei oder mehr Ethnien ab. Unabhängig von der ethnischen Zugehörigkeit waren 0,5 Prozent der Bevölkerung spanischer oder lateinamerikanischer Abstammung. 
29,8 Prozent der Bevölkerung waren unter 18 Jahre alt, 56,3 Prozent waren zwischen 18 und 64 und 13,9 Prozent waren 65 Jahre oder älter. 54,6 Prozent der Bevölkerung war weiblich.
Das mittlere jährliche Einkommen eines Haushalts lag bei 27.681 USD. Das Pro-Kopf-Einkommen betrug 13.833 USD. 35,4 Prozent der Einwohner lebten unterhalb der Armutsgrenze.